# Viol et Châtiment
Pour plus de détails, voir Fiche technique et Distribution.
Viol et Châtiment (Lipstick) est un drame réalisé en 1976 par Lamont Johnson et mettant en vedette les sœurs Margaux et Mariel Hemingway.

## Synopsis
Chris McCormick est un superbe mannequin qui fait carrière à Los Angeles et qui vit avec sa petite sœur Kathy dans un grand appartement. Malgré son travail qui l'accapare beaucoup, elle accepte de rencontrer Gordon Stuart, le professeur de musique de sa sœur qui voudrait lui présenter quelques-unes de ses compositions. Déçu par la façon dont il est reçu (leurs conversations sont continuellement interrompues par des appels téléphoniques), il décide de s'en prendre à elle. Après l'avoir frappée et battue, il la viole. 
Chris décide de poursuivre son agresseur en justice. Malgré l'excellente plaidoirie de Carla Bondi, la procureure générale, Stuart est jugé innocent et libéré. Plus tard, celui-ci s'en prend à Kathy, qu'il viole dans les sous-sols d'un grand centre commercial quasi-inoccupé. Lorsqu'elle l'apprend, Chris prend son fusil et abat son agresseur dans le parc de stationnement du centre. Un autre procès l'innocente à son tour.

## Fiche technique
- Titre : Viol et châtiment
- Titre original : Lipstick
- Réalisation : Lamont Johnson
- Scénario : Daniel Rayfiel
- Photographie : Bill Butler
- Montage : Marion Rothman
- Musique : Michel Polnareff
- Directeur artistique : Robert Luthardt
- Décors de plateau : Donfeld
- Costumes : Jodie Lynn Tillen et Donfeld
- Son : Robert Post
- Production: Freddie Fields
- Société de production : Dino De Laurentiis
- Société de distribution: Paramount Pictures
- Genre : drame
- Durée : 89 minutes
- Date de sortie: 2 avril 1976
- Pays de production :  États-Unis
- Langue : Anglais
- Format : Couleur
- Lieux de tournage : Los Angeles

## Distribution
- Margaux Hemingway : Chris McCormick
- Chris Sarandon : Gordon Stuart
- Mariel Hemingway : Kathy McCormick
- Perry King : Steve Edison
- John Bennett Perry : Martin McCormick
- Francesco Scavullo : Francesco
- Robin Gammel : Nathan Cartwright
- Anne Bancroft : Carla Bondi
- William Paul Burns : le juge
- Meg Wyllie : Sœur Margaret
- Inga Swenson : Sœur Monica
- Catherine McLeod : la dame de Vogue
- Macon McCalman : le photographe de la police

## Autour du film
- Il s'agit du seul film où Margaux et Mariel Hemingway jouent ensemble.
- Mariel Hemingway fut nommé aux Golden Globes comme meilleure actrice débutante dans ce film.
- Francesco Scavullo est l'un des grands designers américains des années 1980. Viol et Châtiment est le seul film où il a joué.
- L'endroit où Kathy McCormick est violée est le Beverly Center un grand centre commercial de l'ouest de Los Angeles situé au 8500 Beverly Boulevard. Il était en construction lors du tournage.